# Live Cream Volume II
Live Cream Volume II – album koncertowy grupy Cream nagrany w marcu i październiku 1968 r. i wydany w czerwcu 1972 roku.

## Historia i charakter albumu
Album w całości został nagrany podczas amerykańskiego tournée grupy po USA w czasie marcowych występów w hali widowiskowej Winterland w San Francisco oraz w hali widowiskowej Oakland Coliseum Arena w Oakland.
Nagrania są mniej chaotyczne od nagrań na poprzednim albumie Live Cream; prawdopodobnie jest to zasługą lepszego miksowania utworów (inżynierowie zostali zmienieni). Otrzymał też lepsze recenzje od poprzednika.

## Spis utworów
| 1. | Desertet Cities of the Heart (Jack Bruce/Pete Brown) (4 października 1968) | 4:32  |
|    |                                                                            |       |
| 2. | White Room (Jack Bruce/Pete Brown) (4 października 1968)                   | 5:39  |
|    |                                                                            |       |
| 3. | Politician (Jack Bruce/Pete Brown) (4 października 1968)                   | 5:05  |
|    |                                                                            |       |
| 4. | Tales of Brave Ulysses (Eric Clapton/Martin Sharp) (10 marca 1968)         | 4:45  |
|    |                                                                            |       |
| 5. | Sunshine of Your Love (Eric Clapton/Jack Bruce/Pete Brown) (9 marca 1968)  | 7:24  |
|    |                                                                            |       |
| 6. | Steppin' Out (James Bracken) (10 marca 1968)                               | 13:38 |
|    |                                                                            |       |
|    |                                                                            | 41:03 |
|    |                                                                            |       |

## Muzycy
- Eric Clapton – gitara, wokal
- Jack Bruce – wokal, gitara basowa, harmonijka
- Ginger Baker – perkusja, instrumenty perkusyjne

## Opis płyty
- Producent – Felix Pappalardi
- Nagrania – 9 i 10 marca 1968 w Winterland w San Francisco (4, 5, 6); 4 października 1968 w Oakland Coliseum Arena w Oakland (1, 2, 3)
- Inżynierowie nagrywający – Tom Dowd i Bill Halverson
- Remiks – Gene Paul, Kevin Brady
- Wydanie – czerwiec 1972
- Czas – 41 min. 3 sek.
- Projekt – Stanislaw Zagorski
- Fotografie – Jim Marshall
- Firma nagraniowa – Polydor Records (Wielka Brytania); ATCO (USA)
- Numer katalogowy – 823 661 (Polydor); SD 7005(ATCO)

Wznowienia
- Cyfrowy remastering do wydania na CD Joseph Palmaccio
- Studio – PolyGram Studios
- Firma nagraniowa – Polydor
- Numer katalogowy – 31453 1817-2